# Teatro Regio (Torino)
A Teatro Regio (Királyi Színház) egy kiemelkedő operaház és operatársulat az olaszországi Torinóban. Évadja októbertől júniusig tart, nyolc-kilenc opera bemutatásával, egyenként öt-tizenkét előadással.
A 16. század közepétől több épület adott helyt operaelőadásoknak Torinóban, de csak 1713-ban vették fontolóra megfelelő operaház megepítését, és Filippo Juvarra építész irányításával megkezdődött a tervezés. Az alapkövet azonban csak III. Károly Emmánuel uralkodása alatt, 1738-ban, Juvarra halála után tették le. A munkát végig Benedetto Alfieri felügyelte, és Bernardino Galliari díszítette.
Puccini 1896. február 1-jén itt mutatta be Bohémélet című operáját.

## Teatro Regio, 1740–1936

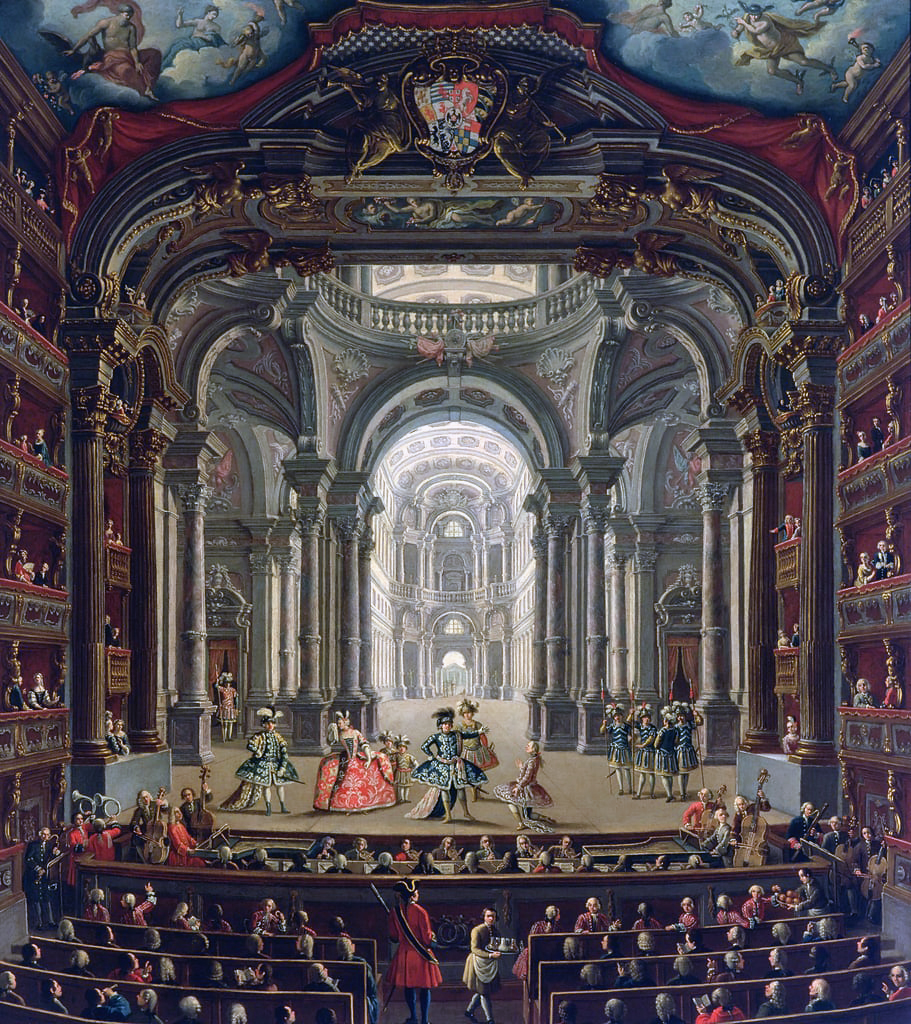
A Teatro Regio di Torino rajza, 18. század

A Teatro Regiót (Királyi Színház) 1740. december 26-án avatták fel Francesco Feo Arsace című darabjával. Fényűzően felépített létesítmény volt, 1500 ülőhelyes, 139 boxszal, öt szinten, valamint egy galériával.
A színházat azonban 1792-ben királyi utasításra bezárták, és raktárnak használták. Torino francia megszállásával a napóleoni háborúk alatt a színházat Teatro Nazionale névre keresztelték, majd Napóleon császárrá koronázását követően Teatro Imperiale névre keresztelték. Bukásával 1814-ben a színház visszakapta eredeti nevét, a Regiót. A következő években az operaház több pénzügyi válságon ment keresztül, és 1870-ben a város birtokába került.
Torinóban más színházak is épültek, és operaévadokat mutattak be. Köztük volt az 1824-ben felújított Teatro Carignano:: is. 1932-ben ezt is a város vásárolta meg, és a Teatro Regio 1936-os tűz pusztítása után a Carignano a város operabemutatóinak fő helyszíneként szolgált egészen a Regio 1973-as újranyitásáig.
A huszadik század elején megvitatták, hogy újjáépítsék-e a Regiót vagy hozzanak létre egy vadonatúj színházat. Két tervet mutattak be, és a kiválasztott egy 2415 személyesre bővítette az ülőhelyek kapacitását a boxok negyedik és ötödik szintjének eltávolításával és egy hatalmas amfiteátrum létrehozásával. A munkálatok 1905-ben fejeződtek be, de a színház az első világháború idején bezárt. 1919-ben újra megnyitották. 1936 februárjáig az opera évadait mutatták be, amíg a tűz a Teatro Regio homlokzatán kívül az egészet el nem pusztította. Harminchét évig zárva maradt. Arturo Toscanini 1895-től 1898-ig volt a torinói opera karmestere, ez idő alatt Wagner műveiből több olaszországi ősbemutató is itt volt.

## 1973 utáni átépítése

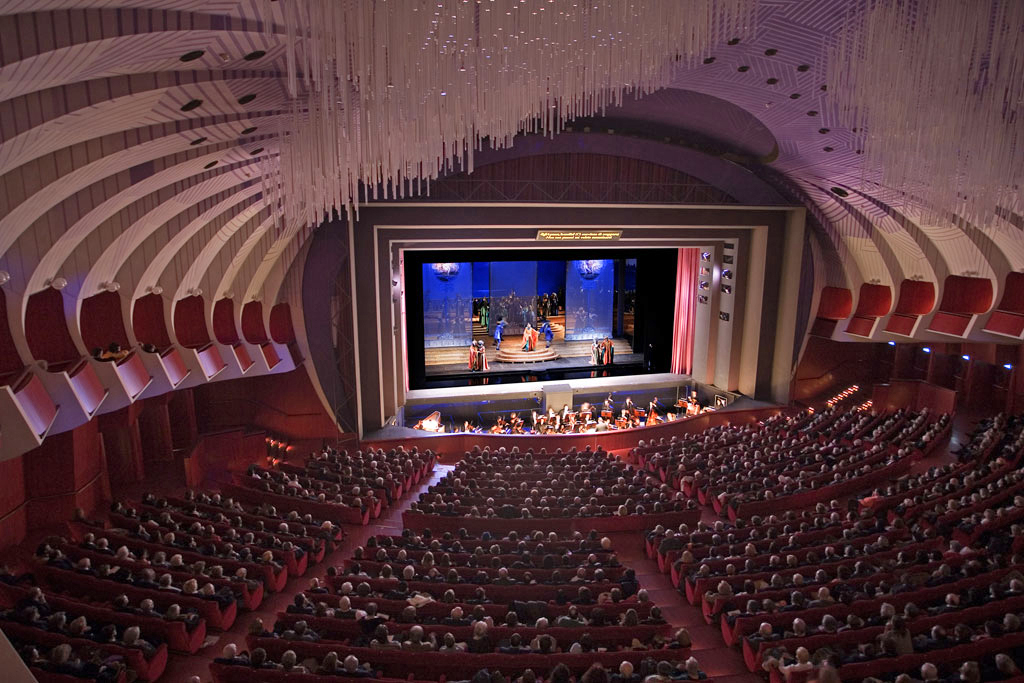
A színház 2005-ben

A tűzvész után országos építészpályázatot írtak ki. A második világháború és az általános pénzügyi helyzet miatt azonban az alapkövet csak 1963. szeptember 25-én tették le. Akkor is csak 1967 szeptemberében kezdődtek el a munkálatok Carlo Mollino építész vezetésével.
A feltűnő, kortárs belső kialakítású, de az eredeti homlokzat mögött megbúvó, újjáépített színházat 1973. április 10-én avatták fel Verdi Szicíliai vecsernye című produkciójával, Maria Callas főszereplésével és Giuseppe Di Stefano rendezésében.
Az új ház 1750 ülőhelyes, ellipszis alakú, nagy zenekari árokkal és 37 boxszal a kerülete mentén. A hangzás javítása érdekében akusztikus héjat adtak hozzá.
A ház operák széles skáláját mutatja be minden évadban, beleértve kortárs alkotásokat is, bár a 21. század első éveiben a pénzügyi nyomás némileg konzervatívabbá tette a műsort, és inkább a 19. századi operákat részesíti előnyben.

## Homlokzata
Az épület külső homlokzata téglafalazati mintával, egyedi vágott téglák segítségével csillagdomborművet alkot, amely olyan mintha folyamatosan átfedné önmagát, mint egy hal pikkelyei. Ez olyan illúzió, amelyet az egyedi tervezésű falazott minta kelt, hiszen a fal valójában egyenes. A kiálló részek által létrehozott árnyékok ezt az illúziót keltik, a bonyolult mintázat pedig az illúziót erősíti. 
A Teatro Regio homlokzata az egyik piemonti épület, amely az UNESCO Világörökség része.

## Fordítás
- Ez a szócikk részben vagy egészben  a   Teatro Regio (Turin) című angol Wikipédia-szócikk ezen változatának fordításán alapul.  Az eredeti cikk szerkesztőit annak laptörténete sorolja fel. Ez a jelzés csupán a megfogalmazás eredetét és a szerzői jogokat jelzi, nem szolgál a cikkben szereplő információk forrásmegjelöléseként.